# Pavetta bangweensis
Pavetta bangweensis är en måreväxtart som beskrevs av Cornelis Eliza Bertus Bremekamp. Pavetta bangweensis ingår i släktet Pavetta och familjen måreväxter. Inga underarter finns listade i Catalogue of Life.